# Elisabet Barnes
Pour les articles homonymes, voir Barnes.
Elisabet Barnes est une athlète suédoise née le 13 avril 1977. Spécialiste de l'ultra-trail, elle a notamment remporté deux fois le Marathon des Sables en 2015 et 2017.

## Résultats
| no  | féminin           | Course               | Longueur | Départ            | Temps            |
| --- | ----------------- | -------------------- | -------- | ----------------- | ---------------- |
| 19e | Médaille d'or     | Marathon des Sables  | 249 km   | 3 avril 2015      | 26 h 42 min 13 s |
| 6e  | Médaille d'argent | Grand to Grand Ultra | 170 km   | 29 septembre 2016 | 35 h 53 min 54 s |
| 11e | Médaille d'or     | Marathon des Sables  | 250 km   | 9 avril 2017      | 23 h 16 min 12 s |